# Saglek Fiord
Saglek Fiord är en fjord i Kanada.   Den ligger i provinsen Newfoundland och Labrador, i den östra delen av landet, 1 700 km nordost om huvudstaden Ottawa.
Trakten runt Saglek Fiord är nära nog obefolkad, med mindre än två invånare per kvadratkilometer.